# Eulaira obscura
Eulaira obscura là một loài nhện trong họ Linyphiidae.
Loài này thuộc chi Eulaira. Eulaira obscura được Ralph Vary Chamberlin & Wilton Ivie miêu tả năm 1945.